# Дунаев (Львовская область)
Дунаев (укр. Дунаїв) — село в Перемышлянской городской общине Львовского района Львовской области Украины.
Занимает площадь 2,84 км². Почтовый индекс — 81234. Телефонный код — 3263.

## Население
Население по переписи 2001 года составляло 683 человека.

### Известные люди
В селе родился Гутник, Роман Петрович — украинский спортсмен-паралимпиец.